# Калтасинский район
Калтаси́нский райо́н (баш. Ҡалтасы районы) — административно-территориальная единица (район) и муниципальное образование (муниципальный район) в её границах под наименованием муниципальный район Калтасинский район (баш. Ҡалтасы районы муниципаль районы) в составе Республики Башкортостан Российской Федерации.
Административный центр — село Калтасы.

## География
Район расположен на северо-западе Башкортостана. Площадь района составляет 1564 км², протяженность с запада на восток — 63 км, с севера на юг — 47 км. Граничит на севере с Янаульским, на востоке — Бураевским, на юге — Дюртюлинским, на западе — с Краснокамским районами.
Территория района расположена в пределах Прибельской увалисто-волнистой равнины, в междуречье Быстрого Таныпа и Буя. Климат района умеренно континентальный, теплый, незначительно засушливый. Почвы серые лесные, подзолистые и дерново-подзолистые. Хвойные и широколиственные леса занимают 33,6 % площади района. Полезные ископаемые представлены месторождениями нефти, кирпичного сырья, песка. Район промышленно-сельскохозяйственный. Сельское хозяйство специализируется на возделывании зерновых культур, картофеля, на разведении молочно-мясного скота и свиней. Площадь сельскохозяйственных угодий — 83,7 тыс. га (55,4 % территории района), в том числе пашни — 66,2, сенокосов — 2,4, пастбищ — 15,0 тыс. га.

## История
Калтасинский район был образован 20 августа 1930 года, когда, согласно постановлению президиума ВЦИК, было ликвидировано разделение Башкирской АССР на кантоны и образовано 48 районов.
Административный центр района первоначально был размещен в селе Красный Холм, поскольку в деревне Калтасы, утверждённой в качестве районного центра, не было условий для размещения административных учреждений.

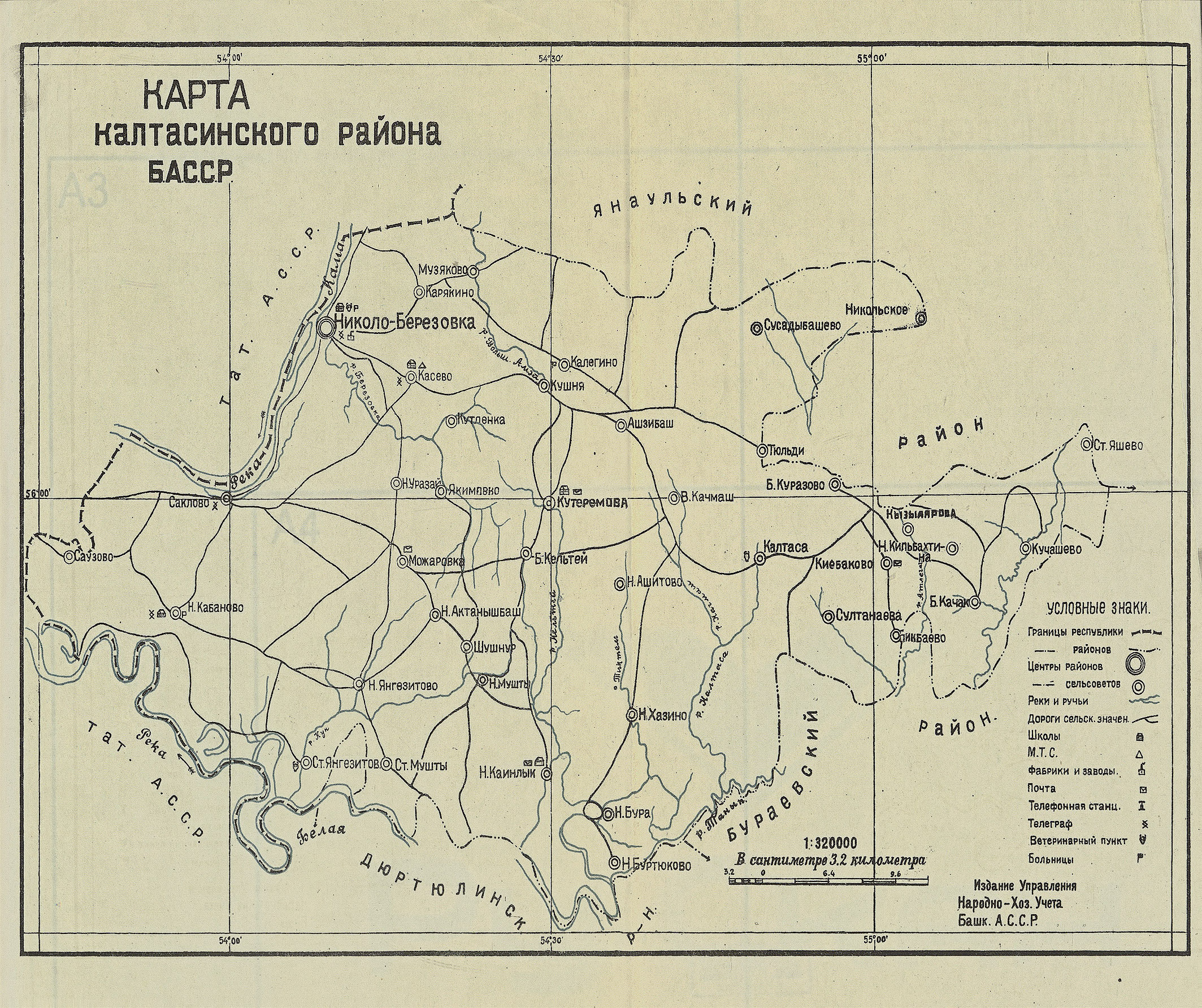
Калтасинский район (1933).

В 1932 году Краснокамский район был присоединён к Калтасинскому району, после чего административный центр был перенесён в село Николо-Березовка.
В 1935 году район вновь был разделён на Калтасинский и Краснокамский, село Кельтей стало центром Калтасинского района. 5 марта того же года было начато строительство административного центра в деревне Калтасы.

## Население
| 1939    | 1959    | 1970    | 1979    | 1989    | 1990    | 1995    | 2000    | 2001    |
| ------- | ------- | ------- | ------- | ------- | ------- | ------- | ------- | ------- |
| 47 011  | ↗47 044 | ↗71 494 | ↘32 743 | ↘27 705 | ↘27 336 | ↗28 640 | ↗29 625 | ↗29 627 |
| 2002    | 2003    | 2004    | 2005    | 2006    | 2007    | 2008    | 2009    | 2010    |
| ↘28 881 | ↘28 840 | ↘28 657 | ↘28 460 | ↘28 450 | ↘28 298 | ↘28 294 | ↘28 282 | ↘26 268 |
| 2012    | 2013    | 2014    | 2015    | 2016    | 2017    | 2018    | 2019    | 2021    |
| ↘25 638 | ↘25 211 | ↘24 725 | ↘24 391 | ↘24 035 | ↘23 613 | ↘23 063 | ↘22 634 | ↘22 168 |

Согласно прогнозу Минэкономразвития России, численность населения будет составлять:
- 2024 — 21,86 тыс. чел.
- 2035 — 18,31 тыс. чел.

### Национальный состав
Согласно Всероссийской переписи населения 2010 года: марийцы — 45,9 %, русские — 19 %, татары — 14 %, башкиры — 10,2 %, удмурты — 10,1 %, лица других национальностей — 0,8 %.
По итогам переписи населения 2020 года проживали следующие национальности (национальности менее 0,1 % и другое см. в сноске к строке «Другие»):
| Национальность | Численность, чел. | Доля     |
| -------------- | ----------------- | -------- |
| Марийцы        | 9153              | 41,29 %  |
| Русские        | 4652              | 20,99 %  |
| Татары         | 3448              | 15,55 %  |
| Башкиры        | 2755              | 12,43 %  |
| Удмурты        | 1891              | 8,53 %   |
| Азербайджанцы  | 38                | 0,17 %   |
| Другие         | 231               | 1,04 %   |
| Итого          | 22 168            | 100,00 % |

На 2024/2025 учебный год в 13 общеобразовательных организациях обучаются 2709 обучающихся. Из них по национальному составу: марийцев — 53 %, русских — 23 %, татар — 18 %, удмуртов — 9 %, башкир — 1,2 %.

### Языковой состав
Согласно Всероссийской переписи населения 2010 года родными языками населения являлись: марийский — 43,2 %, русский — 24,6 %, 
татарский — 19,7 %, удмуртский — 9,5 %, башкирский — 2,1 %.
Согласно Всероссийской переписи населения 2020 года родными языками населения являлись: марийский — 39,5 %, русский — 26,6 %, 
татарский — 14,7 %, башкирский — 10 %, удмуртский — 8 %.

## Административное деление
В Калтасинский район как административно-территориальную единицу республики входит 11 сельсоветов.
В одноимённый муниципальный район в рамках местного самоуправления входит 11 муниципальных образований со статусом сельского поселения:
| №     | Муниципальное образование    | Административный центр  | Количество населённых пунктов | Население (чел.) | Площадь (км²) |
| ----- | ---------------------------- | ----------------------- | ----------------------------- | ---------------- | ------------- |
| 1e-06 | Сельское поселение           |                         |                               |                  |               |
| 1     | Амзибашевский сельсовет      | деревня Амзибаш         | 6                             | ↘618             | 75,94         |
| 2     | Большекачаковский сельсовет  | деревня Большекачаково  | 6                             | ↘1179            | 105,86        |
| 3     | Калегинский сельсовет        | деревня Калегино        | 6                             | ↘760             | 88,83         |
| 4     | Калмиябашевский сельсовет    | деревня Калмиябаш       | 6                             | ↘981             | 159,69        |
| 5     | Калтасинский сельсовет       | село Калтасы            | 7                             | ↘5155            | 166,02        |
| 6     | Кельтеевский сельсовет       | деревня Большой Кельтей | 10                            | ↘2246            | 403,97        |
| 7     | Краснохолмский сельсовет     | село Краснохолмский     | 8                             | ↘9033            | 130,93        |
| 8     | Нижнекачмашевский сельсовет  | деревня Нижний Качмаш   | 8                             | ↘822             | 124,67        |
| 9     | Новокильбахтинский сельсовет | деревня Новокильбахтино | 8                             | ↘707             | 97,22         |
| 10    | Старояшевский сельсовет      | деревня Старояшево      | 5                             | ↘711             | 59,66         |
| 11    | Тюльдинский сельсовет        | деревня Тюльди          | 9                             | ↘851             | 105,91        |

### Населённые пункты
В Калтасинском районе 79 населённых пунктов.
В сносках к названию населённого пункта указана муниципальная принадлежность

| Краснохолмский  | ↘7767 |
| Калтасы         | ↘4101 |
| Кутерем         | ↘1081 |
| Большой Кельтей | ↘759  |
| Сазово          | ↘549  |
| Старые Калтасы  | ↘518  |
| Большекачаково  | ↘510  |
| Калмаш          | ↘503  |
| Нижний Качмаш   | ↘471  |
| Амзибаш         | ↘417  |
| Киебак          | ↘394  |
| Новокильбахтино | ↘360  |
| Калмиябаш       | ↘351  |
| Бабаево         | ↘336  |
| Актуганово      | ↘326  |
| Большетуганеево | ↘314  |
| Калегино        | ↘311  |
| Большекуразово  | ↘303  |
| Старый Орьебаш  | ↘297  |
| Кокуш           | ↘284  |
| Малокачаково    | ↘279  |
| Красный Холм    | ↘275  |
| Василово        | ↘273  |
| Тюльди          | ↘273  |
| Качкинтурай     | ↘259  |
| Верхний Тыхтем  | ↘258  |
| Кучаш           | ↘252  |

| Старояшево       | ↘221 |
| Старотураево     | ↘202 |
| Кургак           | ↘186 |
| Кояново          | ↘184 |
| Кугарчино        | ↘178 |
| Нижний Тыхтем    | ↘159 |
| Козлоялово       | ↘151 |
| Малокуразово     | ↘150 |
| Чумара           | ↘148 |
| Новояшево        | ↘143 |
| Новый Орьебаш    | ↘126 |
| Кушня            | ↘115 |
| Норкино          | ↘115 |
| Чилибеево        | ↘113 |
| Семёнкино        | ↘109 |
| Александровка    | ↘98  |
| Чашкино          | ↘88  |
| Верхний Качмаш   | ↘86  |
| Красный Яр       | ↘76  |
| Марийский Бикшик | ↘73  |
| Тат-Бикшик       | ↘73  |
| Тынбахтино       | ↘70  |
| Акинеево         | ↘68  |
| Новый Аткуль     | ↘68  |
| Надеждино        | ↗66  |
| Графское         | ↘64  |
| Султанаево       | ↘61  |

| Новый Ашит     | ↘58 |
| Куяново        | ↘57 |
| Ясная Поляна   | ↗54 |
| Барьяза        | ↗53 |
| Братовщина     | ↘51 |
| Новотокраново  | ↘43 |
| Ванышево       | ↘37 |
| Тойкино        | ↘35 |
| Буралы         | ↘34 |
| Наратово       | ↘34 |
| Васильево      | ↘31 |
| Ильчибай       | ↘27 |
| Средний Качмаш | ↘27 |
| Шарипово       | ↘26 |
| Сауляшбаш      | ↘21 |
| Родники        | ↗17 |
| Гареевка       | ↘15 |
| Кырпы          | ↘15 |
| Кангулово      | ↘14 |
| У-Ял           | ↗13 |
| Барсуково      | ↘12 |
| Новый Амзибаш  | ↘11 |
| Кульсаитово    | →0  |
| Малотуганеево  | →0  |
| Сосновка       | ↘0  |

## Экономика
В районе функционирует 10 сельскохозяйственных предприятий, 30 крестьянских фермерских хозяйств и 7837 личных подсобных хозяйств. Земельная площадь района составляет 151870 га, из них сельскохозяйственных угодий — 85650 га (пашня — 45807 га, сенокосы — 12642 га, пастбища — 26839 га).

## Образование
В районе функционируют 52 общеобразовательные школы, в том числе 15 средних, 22 массовые библиотеки и 48 клубных учреждений, 4 больницы. Издаётся газета на русском, татарском и марийском языках «Заря» — «Таң» — «Ӱжара».